# 漠角百灵

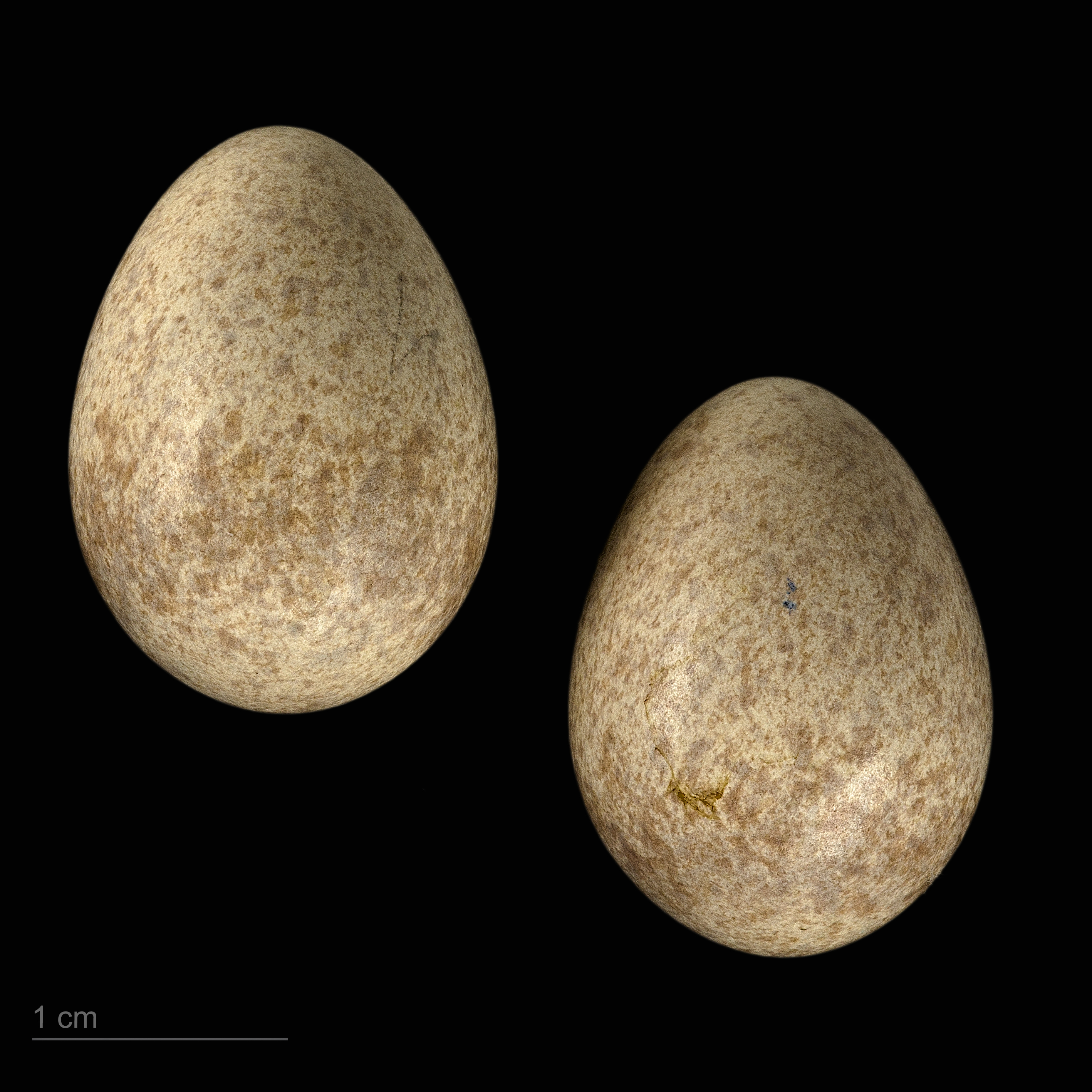
卵 Eremophila bilopha

漠角百灵（学名：Eremophila bilopha），是百灵科角百灵属的一种，分布于阿富汗、科威特、埃及、利比亚、阿尔及利亚、阿拉伯联合酋长国、黎巴嫩、以色列、毛里塔尼亚、突尼斯、也门、西班牙、伊拉克、摩洛哥、叙利亚、沙特阿拉伯、西撒哈拉、约旦和冈比亚。该物种的保护状况被评为无危。
漠角百灵的平均体重约为38.8克。栖息地包括热带沙漠、亚热带或热带的（低地）干草原和亚热带或热带的（低地）干燥疏灌丛。